# Am Kirchplatz 2 (Gommern)

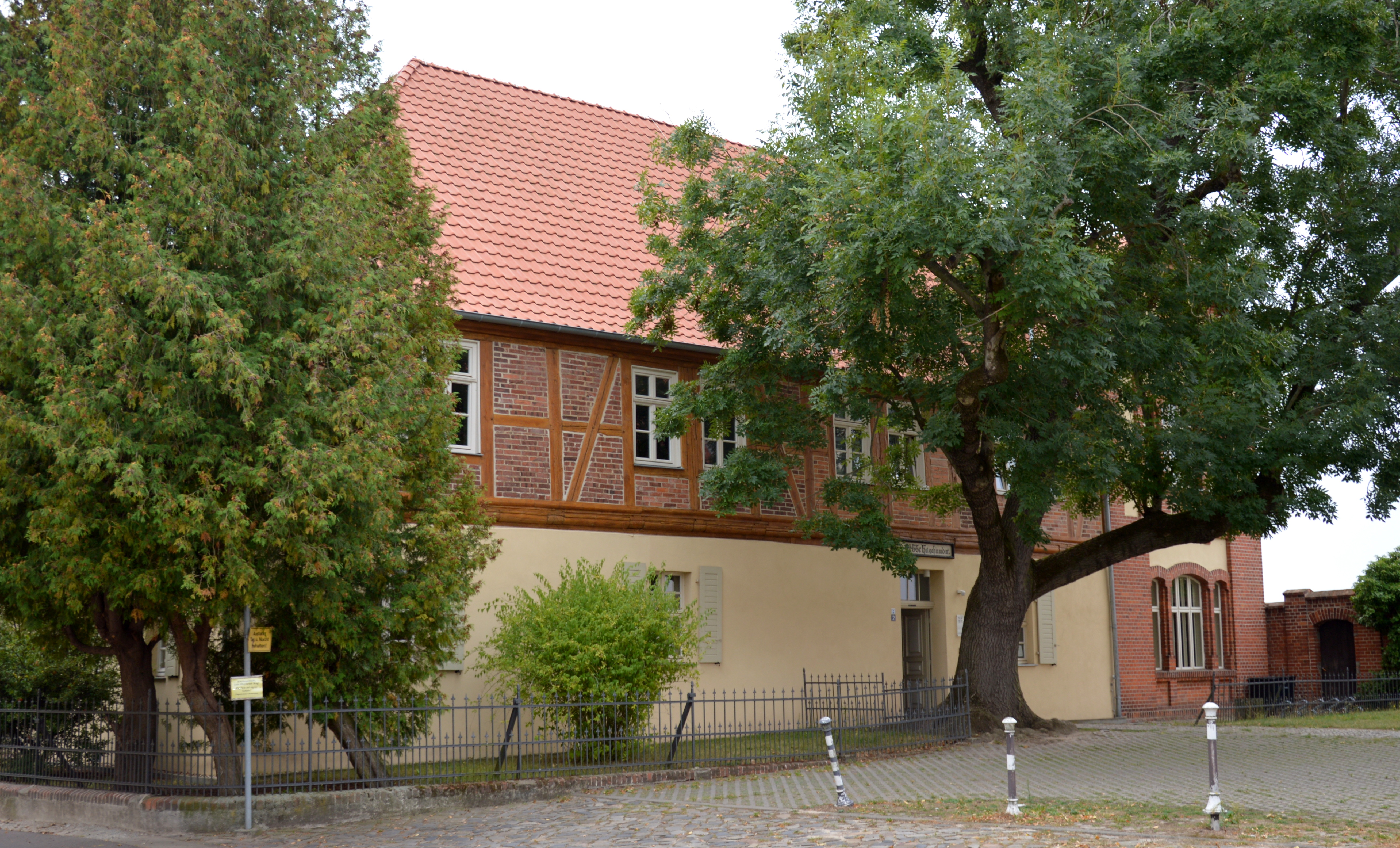
Blick von Norden

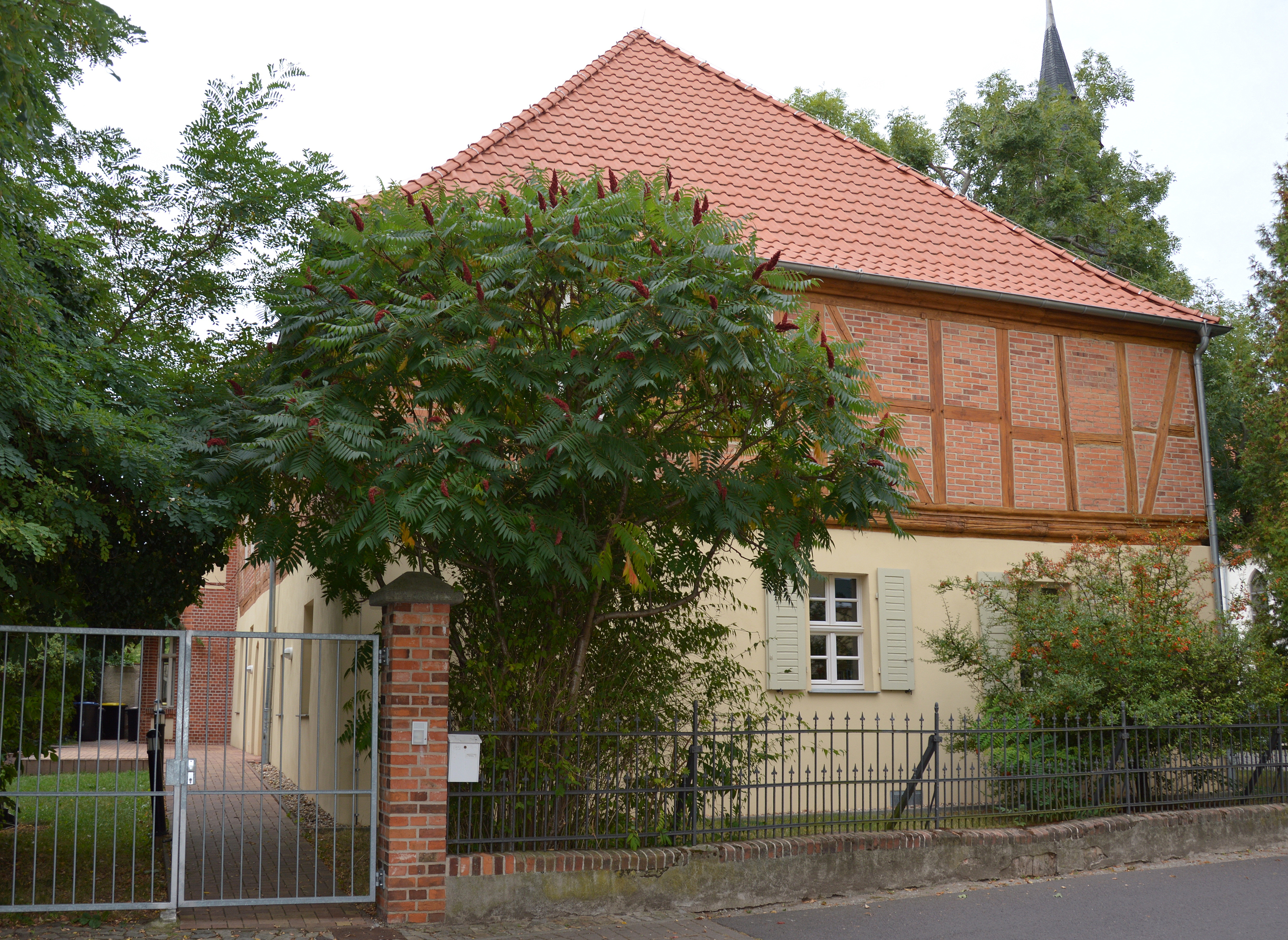
Ostseite

Das Haus Am Kirchplatz 2 ist ein denkmalgeschütztes Gebäude in Gommern in Sachsen-Anhalt.

## Lage
Es befindet sich im Ortszentrum Gommerns südlich der Sankt-Trinitatis-Kirche.

## Architektur und Geschichte
Das zweigeschossige Gebäude wurde im Jahr 1690 unter Nutzung von Resten eines Vorgängerbaus errichtet. Es wurde in der Vergangenheit als Superintendentur genutzt und dient heute als Gemeindehaus. Das obere Geschoss ist in Fachwerkbauweise errichtet und war ursprünglich verputzt. Bedeckt ist das Haus mit einem Walmdach.
Auf der Westseite wurde in der Zeit um 1900 ein Kirchensaal im neogotischen Stil angefügt.
Im örtlichen Denkmalverzeichnis ist das Pfarrhaus unter der Erfassungsnummer 094 05686 als Baudenkmal verzeichnet.